# Фредерік Річардс Лейланд

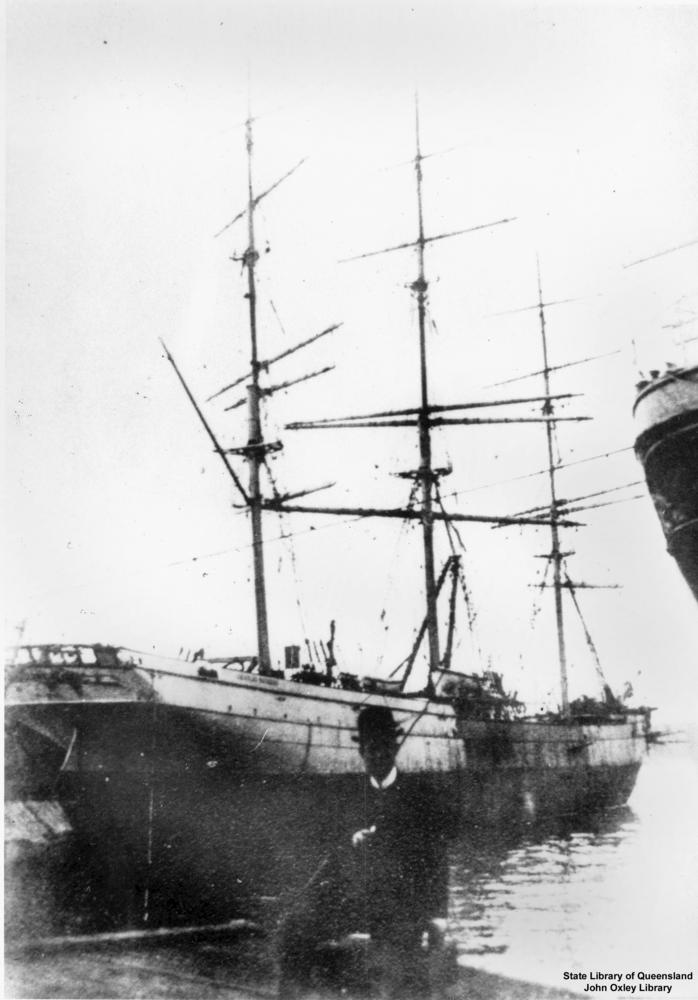
Пароплав «Danube» (1856) мав паровий двигун і вітрильне спорядження, був побудований для «Bibby» компанії у 1856 році і проданий в «Leyland Line» у 1873 році.

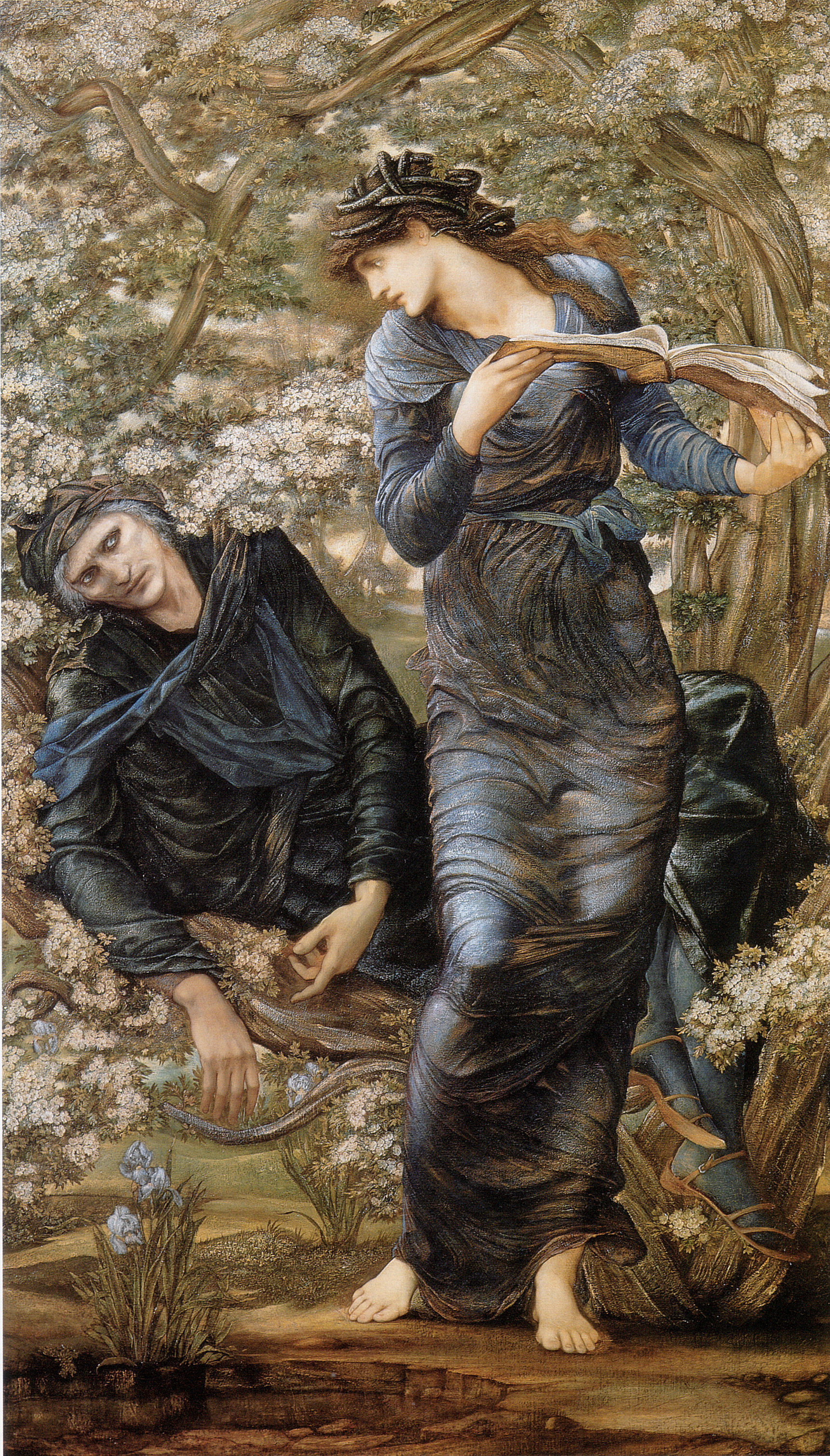
«Зачарований Мерлін», художник Едвард Берн-Джонс.

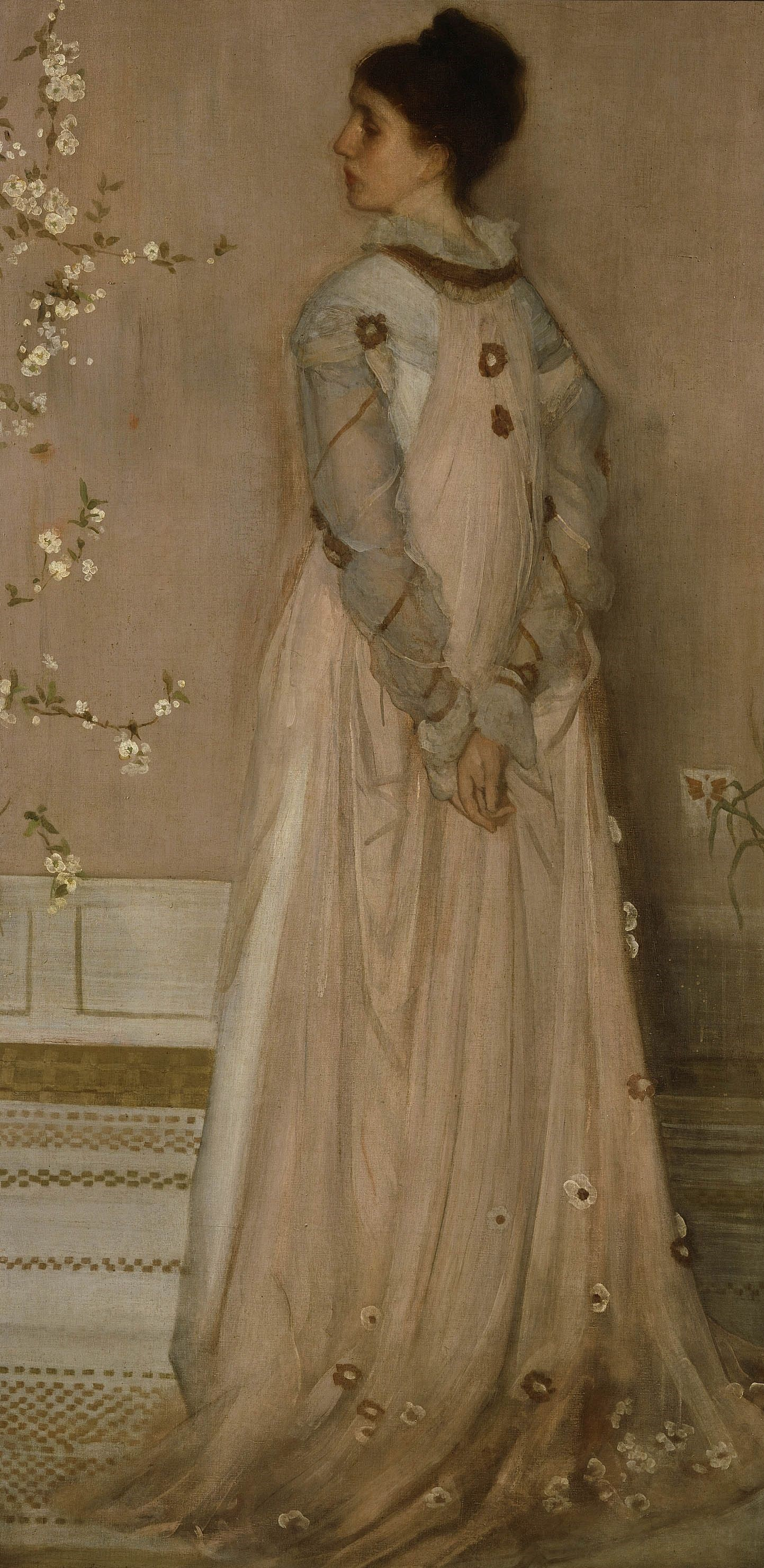
Симфонія кольору плоті і рожевого кольору: портрет Френсіс Лейланд, 1871–1874, написаний Вістлером.

Фредерік Річардс Лейланд (англ. Frederick Richards Leyland) (30 вересня 1831 — 4 січня 1892) — британський судновласник і колекціонер творів мистецтва з Ліверпулю.

## Кар'єра
В 1844 році мати Фредеріка Лейланда переконала «John Bibby & Sons», найстарішу судноплавну лінію Ліверпуля, взяти його до себе як учня. Лейланд, служачи учнем в цій фірмі піднявся і став партнером «John Bibby, Sons & Co.» (до цього звалася «John Bibby & Sons»).
У 1850 році залізні пароплави довели свою вигідність і міцно ввійшли до флоту. Торгівля велася в першу чергу з Середземномор'ям, експортуючи товари британського виробництва в обмін на місцеві сільсько-господарські продукти. Фредерік Річардс Лейланд, як говорили, грав важливу роль для введення в «Bibby» пароплавів в 1850 році для середземноморської торгівлі.
У 1861 році Фредерік Річардс Лейланд стає партнером в фірмі «John Bibby, Sons & Co.» (до цього звалася «John Bibby & Sons»).
У 1867 році Лейланд взяв в оренду Speke Hall (Спік зал) в Ліверпулі і у 1869 році купив будинок у Лондоні на 49 Princes Gate.
1872 рік. Товариство «John Bibby, Sons & Co.», що складалося з компаньйонів (партнерів) в числі яких був Фредерік Річардс Лейланд, розпалося.
У 1873 року Фредерік Річардс Лейланд одержав контрольний пакет акцій і бере правління від Джеймса Біббі на себе, бо Джеймс має намір піти у відставку. Лейланд зберег за собою право використовувати назву компанії «John Bibby, Sons & Co.» (він не проводив це в життя) і здавання компанії в найм. На цьому етапі компанія мала тільки чисто червоний прапор.
У 1873 році Фредерік Річардс Лейланд викупив 21 судно у підприємців братів Біббі, які віддали йому контроль над компанією, і Лейланд змінив назву компанії на назву з його власним ім'ям «Leyland Shipping Line».

## Меценат

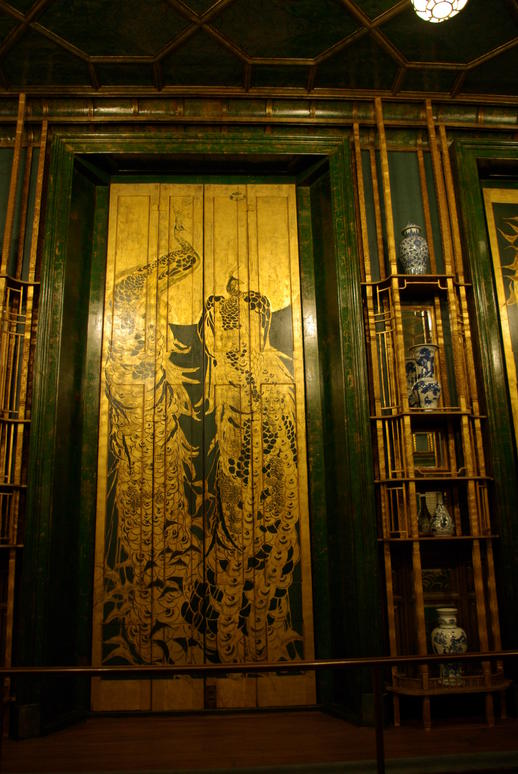
Павича кімната.

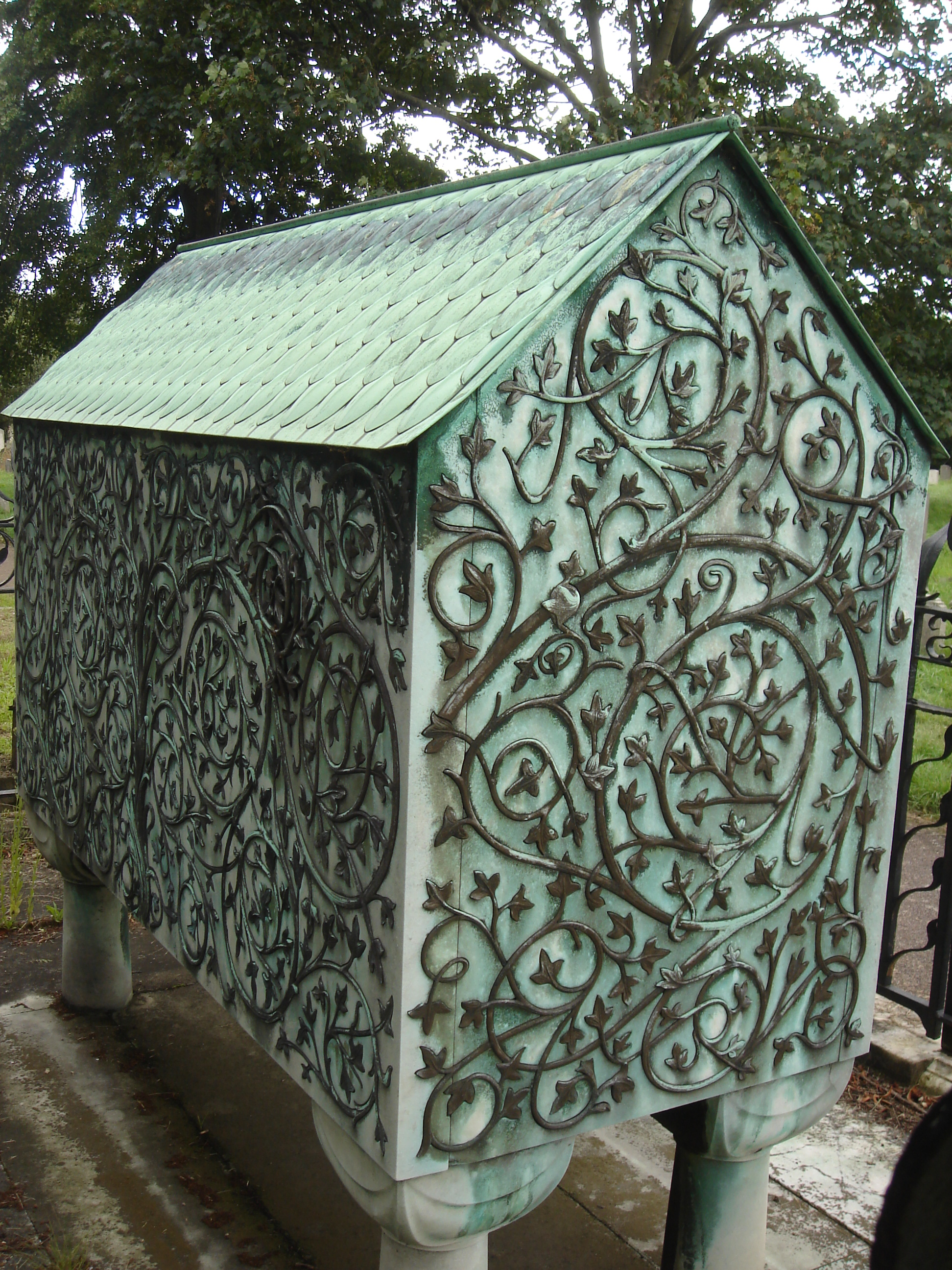
Edward Burne-Jones надгробний пам'ятник. Бромптонське кладовище.

Перші закази Лейланда були до Россетті і Джеймс Макнейл Вістлер, і дати з 1864 по 1867 рік. Лейланд збирав мистецтва епохи Відродження, а також, що з прерафаелітів, Вістлер і Альберт Мур.
Лейланд замовив картину «Зачарований Мерлін» , написану художником пре-рафаелітом Едвардом Берн-Джонсом, яка була створена між 1872 і 1877 роками. На картині зображена сцена з легенд короля Артура — захоплення Мерліна разом з Леді Озера, Німуе. Мерлін показаний в пастці, безпорадним в кущі глоду, тоді як Німуе читає з книги заклинань.
У 1870-х роках Лейланд уповноважив Вістлера прикрасити свою їдальню. Отримана Павичева кімната вважається одним з найбільших творів Вістлера.

## Останні роки
В 1888 році Фредерік Річардс Лейланд відійшов від активного бізнесу, залишивши свого сина Фредеріка Доусона Лейланда (англ. Frederick Dawson Leyland) головним над судноплавною лінією.
4 січня 1892 а Фредерік Лейланд впав і помер на залізничній станції Блекфрайарс, залишивши свою компанію без керівника. Джон Рівз Еллєрман (англ. John Reeves Ellerman) (1862 —), Крістофер Фернесс (англ. Christopher Furness) і Генрі О'Хейген (англ. Henry O'Hagen) сформували компанію, щоб купити флот у виконавців «Leyland Line». Еллєрман був призначений керуючим директором. Так у 1892 році Джон Рівз Еллєрман зробив свій перший крок у судноплавстві очоливши консорціум, який придбав «Leyland Line» у покійного Фредеріка Річардса Лейланда.
Один з найбільших судновласників Великої Британії Фредерік Річардс Лейланд у 1892 році був похований на Бромптонському кладовищі , у Лондоні. Похоронний пам'ятник Лейланду — це тільки одна така робота Едварда Берн-Джонс, найкращий похоронний пам'ятник з мистецтв і ремесел у Великій Британії, а також в списку Класу II.

## Після смерті
У 1892 році Джон Еллєрман зробив свій перший крок у транспортні провідними консорціуму, який придбав «Leyland Line» кінця Фредерік Річардс Лейланд.
У 1901 році Еллєрман продав цей бізнес американському магнату Джону Пірпонту Моргану за £ 1,2 млн, який негайно війшов у склад «International Mercantile Marine Company».

Після смерті Лейланда, його вдова продала Павичеву кімнату американському промисловцю і колекціонеру творів мистецтва Карл Ланг Фрір (англ. Charles Lang Freer), який демонтував Павичеву кімнату і відправив її в Сполучені Штати. В даний час вона знаходиться в Смітсонівському музеї в галереї мистецтв Фріра у Вашингтоні, федеральний округ Колумбія.

## Сім'я
Фредерік Лейланд одружився з Френсіс Доусон (англ. Frances Dawson) (1834–1910) у 1855 році, але вони розлучилися у 1879 році.
У них було четверо дітей:
- Фредерік Доусон Лейланд (англ. Frederick Dawson) (н. 1856)
- Фанні (англ. Fanny) (н. 1857)
- Флоренс (англ. Florence) (н. 1859), одружена з Валентин Камерон Прінсепом
- Елінор (англ. Elinor) (1861–1952)